# Алфа Ромео ГТ
Алфа Ромео ГТ (Тип 937) је купе аутомобил који је производио италијански произвођач аутомобила Алфа Ромео између 2003. и 2010. године.
ГТ представљен је у марту 2003. на Сајму аутомобила у Женеви, а продаја је почела у јануару 2004. године. Производио се у погону Помиљано д'Арко, заједно са моделима Алфа 147 и Алфа 159.
Произведено је укупно 80.832 аутомобила.

## Историја
ГТ је заснован на платформи модела 147 (која се такође користи за модел 156) са Бертонеовим дизајном.
Каросерија је у класичном купе стилу, али користи хечбек стил са двоје врата као на купеима као што су ГТВ и неки ривали (БМВ серије 3 купе). У комбинацији са пуном задњом клупом која даје 5 места (уместо распореда 2 + 2) ГТ је рекламиран као практичан спортски аутомобил. Већина механичких делова је преузета директно са модела 156/147 користећи исто предње вешање са двоструким попречним раменима и задњом МакФерсон поставком.
Унутрашњост је изведена из мањег Алфа Ромеа 147 и дели многе заједничке делове. ГТ има исти распоред и функције контролне табле, као и систем контроле климе, као и сличан електрични систем. Неки спољни делови су преузети са Алфе Ромео 147 као што су хауба, ретровизори и предња крила (од 147 ГТА). Понуда мотора укључује 1,8 ТС и 2,0 ЈТС бензински мотор, 1,9 Мултиџет турбодизел и као врх понуде, 3,2 V6 бензинац. Капацитет пртљажника је 320 литара и може се повећати на 905 литара.
ГТ је позициониран као спортски аутомобил у понуди Алфа Ромеа, заједно са брером (која је базирана на новијој Алфи 159 лимузини средње величине). У октобру 2006. године, Алфа Ромео је представио верзију 1,9 ЈТД Q2 са диференцијалом са ограниченим проклизавањем, а додала је и нови пакет опреме под називом Black Line.
Године 2008, Алфа је представила модел са детелином са 4 листа (Quadrifoglio), ограничено издање са новим нивоима опреме, спуштеним огибљењем, специјалним браницима, 18-инчним алуминијумским фелнама и био је доступан само у црној, алфа-црвеној или плавој боји. Мотори су укључивали 1,8 и 2,0 бензинце, као и 1,9 Мултиџет турбо дизел. Производња је завршена 16. јуна 2010. године.

## Дизајн
ГТ је хваљен због свог атрактивног стила и практичног доброг изгледа. Дизајнер Бертоне има дугачку историју сарадње са Алфа Ромеом.
Године 2004, Алфа ГТ је проглашен најлепшим светским купеом у категорији за најлепши аутомобил на свету (L'Automobile piu Bella del Mondo).

## Моторизација
ГТ је делио своје моторе са моделом 156. Изглед и дизајн мотора су идентични, иако са неким разликама у излазним снагама, са 170 КС (125 kW; 168 КС) верзија доступног дизела и наведеном снагом мотора. V6 је нешто нижи на 240 КС (177 kW; 237 КС) уместо на 250 КС (184 kW; 247 КС).
- Бензинци:
  - 1,8 литара редни 4-цилиндарски, 16 вентила Tвин спарк
  - 2,0 литара редни 4-цилиндарски, 16 JTS бензина са директним убризгавањем
  - 3,2 V6, двадесет четири вентила Бусо
- Дизел:
  - 1.9 JTD турбопуњени редни 4-цилиндарски са шеснаест вентила, доступан у варијантама од 150 КС (110 kW; 148 КС) и 170 КС (125 kW; 168 КС)

| Модел    | Мотор | Запремина | Снага                   | Обртни момент           | Максимална брзина | Убрзање 0-100 km/h |
| -------- | ----- | --------- | ----------------------- | ----------------------- | ----------------- | ------------------ |
| 1,8 TS   | I4    | 1.747 cm³ | 140 КС при 6500 обртаја | 163 Nm при 3900 обртаја | 200 km/h          | 10,6 сек.          |
| 2,0 JTS  | I4    | 1.970 cm³ | 165 КС при 6400 обртаја | 206 Nm при 3250 обртаја | 216 km/h          | 8,7 сек.           |
| 3,2 V6   | V6    | 3.179 cm³ | 240 КС при 6200 обртаја | 300 Nm при 4800 обртаја | 243 km/h          | 6,7 сек.           |
| 1,9 JTDm | I4    | 1.910 cm³ | 150 КС при 4000 обртаја | 305 Nm при 2000 обртаја | 209 km/h          | 9,2 сек.           |
| 1,9 JTDm | I4    | 1.910 cm³ | 170 КС при 3750 обртаја | 330 Nm при 2000 обртаја | 216 km/h          | 8,2 сек.           |

## Кочнице и ослањање
Стандардни су вентилисани предњи дискови од 284 mm и 276 mm на задњем делу. 3,2 V6 има вентилисане предње дискове од 330 mm. ГТ поседује систем против блокирања кочница (АБС) са електронском расподелом силе кочења (EBD) и серво појачане кочнице.
Остале карактеристике су ВДЦ (Vehicle Dynamic Control) или Алфa Ромеова верзија ЕСП-а (електронски програм стабилности), АСР (регулација против проклизавања) или контрола проклизавања, ЕБД (електронска расподела кочионе силе), АБС, помоћ при кочењу и касније Q2 систем. Систем Q2 је Алфа Ромеова технологија за диференцијале са ограниченим проклизавањем, за побољшано скретање, смањење окретања точкова и управљање обртним моментом како би се ублажило подуправљање возила, често код аутомобила са предњим погоном.
Стандардна опрема укључује: серво управљач, путни рачунар, помоћ при вожњи уназад, двозонски клима уређај, ваздушне јастуке (укључујући ваздушне завесе) са унутрашњим сензорима за путнике који самостално одлучују који ће се ваздушни јастуци активирати, грејачи ретровизора и темпомат, плус опције као што су грејачи седишта, кожни ентеријер, десет ЦД шаржера, сателитски радио и сензори за аутоматско активирање брисача.

## Потрошња горива
| Модел             | Потрошња у граду l/100 km | Потрошња на путу l/100 km | Комбинована потрошња l/100 km |
| ----------------- | ------------------------- | ------------------------- | ----------------------------- |
| 1,8 TS            | 12,1                      | 6,4                       | 8,5                           |
| 2,0 JTS           | 12,2                      | 6,7                       | 8,7                           |
| 3,2 V6            | 18,6                      | 8,7                       | 12,4                          |
| 1,9 JTDm          | 8,2                       | 4,8                       | 6,1                           |
| 1,9 JTDm (170 КС) | 8,7                       | 4,8                       | 6,2                           |

## Специјалне верзије за страна тржишта
При крају производње, ГТ је представљен у специјалним варијантама намењеним за одређена тржишта. У неким случајевима, разлике у односу на модел за италијанско тржиште су биле импресивне.

### Специјална едиција за британско тржиште
Special Edition или Специјална едиција са 1.9 JTDm мотором је прављена за британско тржиште, где се резервисала пре куповине. Имала је Q2 систем и кожни ентеријер.

### Ран аут едиција (спорт) за холандско тржиште
Ран аут едиција са 2,0 JTS мотором склапана је у серији од 12 аутомобила само за холандске дилере. Нуђена је само у црној боји. Имала је обновљени 2000 JTS мотор са 165 КС, а ауто је и спуштен. Ова верзија има нека побољшања у односу на најбољи модел, аудио систем Бос је повезан са мултимедијом преко УСБ-а, који је интегрисан у Блутут blue&me. Има алуминијумске фелне од 18 инча, офарбане кочионе чељусти, црне инструменте са белим осветљењем, црни кожни управљач и алуминијумске педале. Штавише, ауто има посебна сива кожна седишта и ентеријер.

### Сентерарио (аустралијско, француско, јужноафричко тржиште)
Сентерарио верзија била је намењена за тржишта Јужне Африке и Аустралије. Нуђена је у алфа-црвеној, атлантик плавој, црној и лед белој боји. Сентерарио је произведен у 130 примерака, 100 за аустралијско тржиште и 30 за јужноафричко.
Пратећи обнављање гаме, ГТ је на овом тржишту нуђен са 3,2 V6 мотором и мануелним 6-степеним мењачем. Ова верзија се продавала и у Француској. Имала је камеру за вожњу уназад, Блу и Ми 1,9 JTDm 16V мотор са 150 КС.

### Квадрифлођо Оро (јапанско тржиште)
Овај модел направљен је у 60 примерака, са спецификацијама као на холандском Ран ауту. Имао је 2,0 JTS мотор са стандардних 166 КС, Селеспид мењач, црвене инструменте, алуминијумске фелне и црвену боју. Ова верзија је користила неке од последњих каросерија за ГТ.

## ГТ кабриолет концепт
ГТ кабрио концепт са меким кровом је направио Бертоне 2003, али је приказан јавности 6. априла 2011. Ауто је био отворена верзија ГТ купеа са 4 седишта, за који се Бертоне надао да ће бити произвођен у његовим погонима. Следећи Алфин отворен аутомобил је производила Пининфарина користећи купе бреру као основу.